# 420 (klasa jachtu)
420 – międzynarodowa, dwuosobowa klasa żaglówek (slup), skonstruowana dla młodzieży i dorosłych. Przygotowana do używania trapezu i spinakera. Pierwsza łódź tej klasy została zwodowana w 1959 roku.

## Dane techniczne
- Długość: 420cm
- Szerokość: 163cm
- Wysokość masztu: 626cm
- Ożaglowanie:
  - Grot: 7,4m²
  - Fok: 2,8m²
  - Spinaker: 9m²
- Waga kadłuba: min. 80kg
- Zanurzenie (z mieczem): 97cm